# Glory by Honor
Glory by Honor é um evento em formato de ipay-per-view (iPPV) de wrestling profissional promovido pela Ring of Honor (ROH). Houve 11 eventos na cronologia do Glory by Honor, alguns dos quais ocorreram ao longo de duas noites. O evento foi criado em 2002 para ser o seu primeiro evento do ano, semelhante ao WrestleMania da World Wrestling Entertainment  e o Bound for Glory da Total Nonstop Action Wrestling.
Desde a sua criação, em 2002, todos os eventos foram realizados na costa leste de Estados Unidos. Foi realizado em três diferentes estados dos Estados Unidos, onde cada evento foi realizado em uma arena, com exceção do Glory by Honor V, onde na noite 1, que foi realizada sob uma tenda do lado de fora do local de origem. O show em si foi ameaçado devido a um problema com licenças.  Cada evento contou com lutadores da ROH que atuaram em várias lutas de wrestling profissional . Desde o evento inaugural, seis lutas por campeonatos foram realizadas.

## Datas e lugares
| Evento                                    | Data                   | Lugar                              | Cidade                    | Evento principal |
| ----------------------------------------- | ---------------------- | ---------------------------------- | ------------------------- | --- |
| Glory By Honor                            | 5 de outubro de 2002   | Murphy Recreational Center         | Filadélfia, Pensilvânia   | Christopher Daniels vs. Doug Williams em uma luta individual |
| Glory By Honor II                         | 20 de setembro de 2003 | Murphy Recreation Center           | Filadélfia, Pensilvânia   | Samoa Joe (c) vs. Christopher Daniels pelo ROH World Championship |
| Glory By Honor 3                          | 11 de setembro de 2004 | The Rex Plex                       | Elizabeth, Nova Jersey    | The Rottweilers (Ricky Reyes e Rocky Romero) (c) vs. Dan Maff e B.J. Whitmer vs. The Carnage Crew (HC Loc eTony DeVito) vs. Generation Next (Roderick Strong e Jack Evans) em uma Ultimate Endurance match pelo ROH Tag Team Championship |
| Glory By Honor IV                         | 17 de setembro de 2005 | Sports & Entertainment Center      | Lake Grove, Nova Iorque   | AJ Styles (com Mick Foley) vs. Jimmy Rave em uma luta de movimentos de finalização |
| Glory By Honor V : Night 1                | 15 de setembro de 2006 | Sports World                       | East Windsor, Connecticut | The Briscoe Brothers (Jay e Mark Briscoe) vs. KENTA e Naomichi Marufuji |
| Glory By Honor V : Night 2                | 16 de setembro de 2006 | Manhattan Center                   | Nova Iorque, Nova Iorque  | Bryan Danielson (c) vs. KENTA pelo ROH World Championship |
| Glory By Honor VI : Night One             | 2 de novembro de 2007  | Pennsylvania National Guard Armory | Filadélfia, Pensilvânia   | Mitsuharu Misawa e KENTA vs. Takeshi Morishima e Naomichi Marufuji |
| Glory By Honor VI : Night Two             | 3 de novembro de 2007  | Manhattan Center                   | Nova Iorque, Nova Iorque  | The Briscoe Brothers (Jay e Mark Briscoe) vs. The Age of the Fall (Jimmy Jacobs e Necro Butcher) em uma luta Street Fight |
| Glory By Honor VII                        | 20 de setembro de 2008 | The Arena                          | Filadélfia, Pensilvânia   | Austin Aries e The Briscoe Brothers (Jay e Mark Briscoe) vs. The Age of the Fall (Jimmy Jacobs, Tyler Black e Delirious) vs. Necro Butcher em uma luta Steel Cage Warfare |
| Glory By Honor VIII : The Final Countdown | 26 de setembro de 2009 | Manhattan Center                   | Nova Iorque, Nova Iorque  | Bryan Danielson vs. Nigel McGuinness |
| Glory By Honor IX                         | 11 de setembro de 2010 | Manhattan Center                   | Nova Iorque, Nova Iorque  | Tyler Black (c) vs. Roderick Strong pelo ROH World Championship |
| Glory By Honor X                          | 19 de novembro de 2011 | Frontier Fieldhouse                | Chicago Ridge, Illinois   | Davey Richards (c) vs. El Generico pelo ROH World Championship |
| Glory By Honor XI: The Unbreakable Hope   | 13 de outubro de 2012  | International Centre               | Mississauga,Ontário       | Kevin Steen (c) vs. Michael Elgin pelo ROH World Championship |
| Glory by Honor XII                        | 26 de outubro de 2013  | Frontier Fieldhouse                | Chicago Ridge, Illinois   | Adam Cole (campeão mundial da ROH), reDRagon (Kyle O'Reilly e Bobby Fish) (campeões mundiais de duplas da ROH) e Matt Taven (campeão mundial televisivo da ROH) vs. Michael Elgin, Jay Lethal e C&C Wrestle Factory (Caprice Coleman e Cedric Alexander) em uma luta de quartetos de eliminação onde o lutador que conseguisse realizar o pinfall em Cole se tornaria no desafiante ao Campeonato Mundial da ROH. |